# Axel Michon
Axel Michon (* 16. Dezember 1990 in Paris) ist ein ehemaliger französischer Tennisspieler.

## Karriere
Axel Michon spielte hauptsächlich auf der ATP Challenger Tour und der ITF Future Tour. Er gewann 17 Einzel- und einen Doppelsieg auf der Future Tour. Zum 9. Juni 2014 durchbrach er erstmals die Top 200 der Weltrangliste im Einzel und seine höchste Platzierung erreichte er im Juli 2014 mit Rang 177. Sein Grand-Slam-Debüt im Einzel gab er im Mai 2014 bei den French Open, bei denen er mit einer Wildcard ausgestattet in der ersten Hauptrunde Bradley Klahn bezwingen konnte. In der folgenden Runde verlor er gegen Kevin Anderson glatt in drei Sätzen. Während er die Jahre 2015 und 2016 noch in den Top 300 abschloss, fiel er im Laufe des Jahres 2017 aus jenen. Im Januar 2018 spielte er sein letztes Turnier.